# Siège de Gray (1668)
Pour les articles homonymes, voir Siège de Gray.
Guerre de Dévolution
Batailles
- Charleroi
- Douai
- Lille
- Besançon
- Dole
- Gray

Le siège de Gray de 1668 est un conflit de la première guerre de conquête de la Franche-comté que subit la cité de Gray, dans le comté de Bourgogne (Franche-Comté), du 13 au 19 février 1668. Avant-dernier siège de l'histoire de la ville de Gray, il oppose les Français aux Comtois et Espagnols auxquels la ville appartient. Ce siège marque le point final de la première conquête de française de 1668.

## Contexte

### Le contexte comtois
En 1668, le comté de Bourgogne, est dans une position et une situation particulières.
Intérieurement, le pays n'est pas remis de la terrible guerre de Dix Ans, qui a ravagé son territoire et détruit de nombreuses localités. La population a été décimée et la démographie demeure encore faible. Le pays est, de plus, en proie à des divisions dont certaines ne font que commencer. Le parlement et le gouverneur ne s'entendent pas entre eux et sont en lutte permanente. Aucun plan de défense ne peut voir le jour et la Comté n'a pas d'armée. Une partie de la noblesse comtoise commence à choisir le parti de la France au détriment de l'Espagne, phénomène qui sera amplifié dans les années à venir. Enfin, les fortifications des cités n'ont pas été réellement réparées ni améliorées depuis la dernière guerre.
À l'extérieur, le comté de Bourgogne, et plus particulièrement les parlementaires comtois, se sentent protégés par les traités de neutralité qu'ils ont ratifiés. Conscient des faiblesses sur le plan diplomatique, le marquis de Yennes, gouverneur de la Comté, charge Jean de Watteville de négocier une alliance avec la Suisse, mais le parlement, dans sa stratégie d'opposition systématique à son gouverneur, invalide le traité. L’Espagne étant trop faible pour intervenir militairement, la Comté est quasiment sans défense à l'aube de la guerre.

### Début de campagne
Le 2 février, le Grand Condé passe la frontière avec 19 000 hommes : la surprise côté comtois est totale. Entre le 2 et le 4, les Français prennent Pesmes, Marnay, Arbois, Poligny et Bletterans. Besançon se rend le 7 février sans combattre. Le même jour, Salins connaît le même sort au terme d'une résistance symbolique. Louis XIV craint d'attaquer en plein hiver les villes de Gray et de Dole, qui sont alors les plus puissantes, mais il apprend, dans le même temps, que ces dernières manquent d'hommes et de munitions. Alors, devant la succession de victoires, le roi de France accepte de se lancer à l'attaque de Dole le 9 février,. Le 10, la ville est investie et se rend le 14 février. Les Français peuvent entièrement se consacrer à la prise de Gray.

## Déroulement du siège
Les premières forces françaises sont présentes devant Gray depuis le 4 février. Mais, les hésitations du commandant de Gray, le marquis Albert Eugène de Lullin de la Chaux, un gentilhomme comtois d'origine suisse, pousse la garnison à l'inaction. Gray dispose de 1 500 hommes environ. La population de Gray est, plus qu'ailleurs, très partagée sur la conduite à tenir. Les bourgeois et les élites, pro-françaises, souhaitent une reddition immédiate. Le peuple et l'armée sont, pour leur part, déterminés à résister.
Le 13 février, le roi de France, Louis XIV, arrive avec le gros de son armée devant Gray et installe son quartier-général entre Velet, Esmoulin et Champtonnay. Il confie le déroulement du siège au prince de Condé, qui envoie un trompette au sud de la ville, près du couvent des Capucins, sommer la ville de se rendre. Mais, cette sommation provoque un tumulte dans la ville et des échanges virulents entre les différents partisans.
« Mieux vaut mourir que de se rendre, ô bourgeois ! On vous trahit ! La garnison est toute française et votre maire vous a abandonné ! Vive le lion d'Espagne ! Périssent les fleurs de lys que nous apporte notre ennemi ! ».

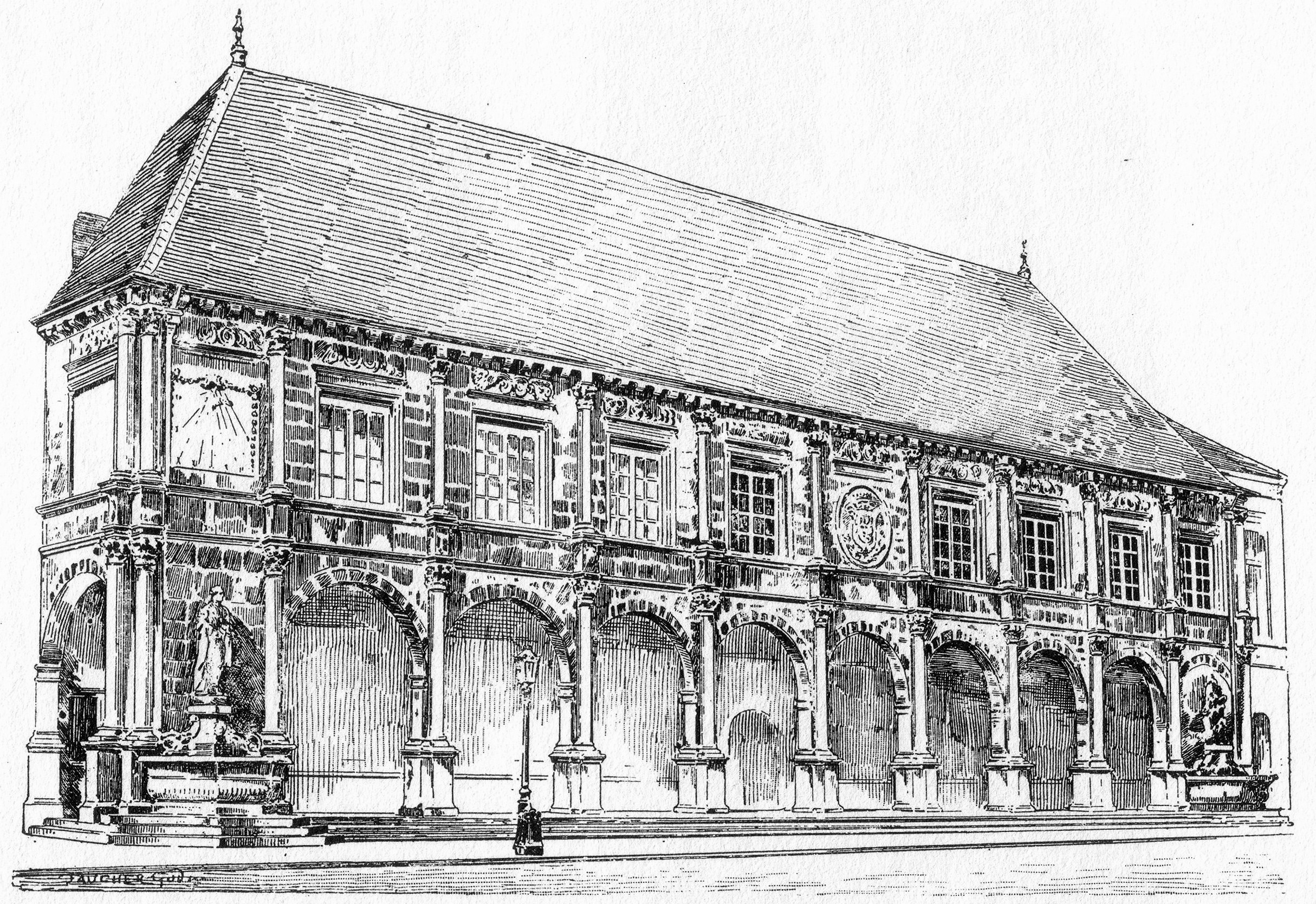
Hotel de Ville de Gray

Ces attroupements et échanges tournent alors à l'émeute : pro-français et pro-espagnols s'affrontent dans les rues. Durant trois jours, la ville demeure dans le chaos. Les pro-espagnols prennent le dessus et assiègent l’hôtel de ville, sommant leur maire et leur gouverneur de ne pas céder la ville aux Français. Ceux-ci, jusque-là indécis et hésitants sur la conduite a tenir, se rangent à l'avis général.
Le 16 février, l'artillerie française commence son pilonnage sur la ville. Les Comtois répondent par un feu nourri de mousquets, depuis le haut des remparts.
Le 17 février, un second trompette avertit la ville que le roi s'impatiente et exige cette fois-ci la capitulation de la ville. En effet, ce dernier sait que la prise de Gray sera très coûteuse en vies humaines, et en ressources. Ses hommes manquent déjà de vivres. Deux députés du Parlement de Dole sont envoyés dans la place. Ils sont mandatés par le gouverneur Philippe de la Baume-Saint-Amour et Jean de Watteville, qui donne l'ordre aux Graylois de déposer les armes. En effet, le gouverneur comtois avait été vaincu au château de Joux et s'était résigné à capituler. Louis XIV promit des faveurs aux notables si la ville capitulait sur-le-champ.

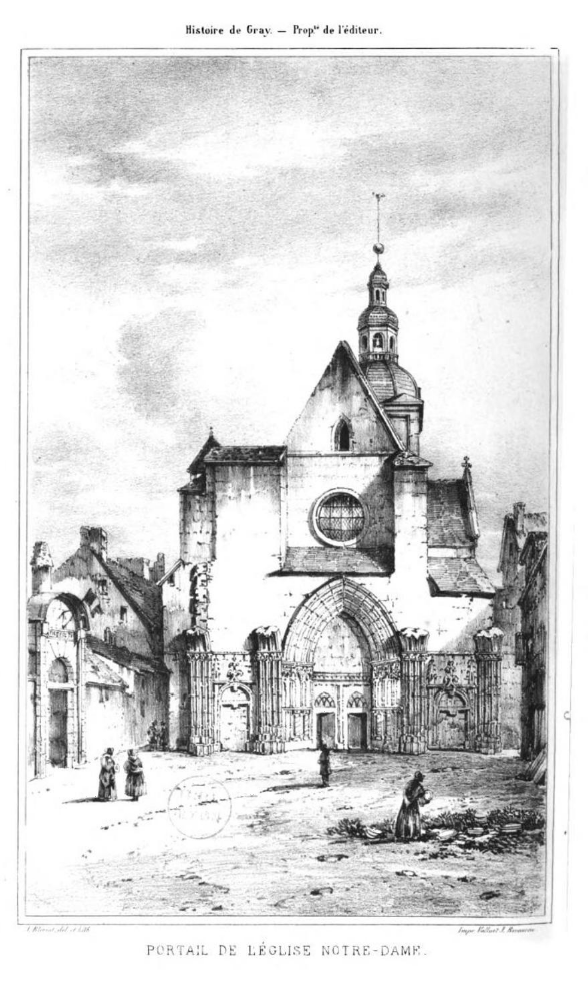
Basilique de Gray ou est reçu Louis XIV

Le 18 février, le marquis de Lullin rencontre, dans un corps de garde à l'entrée de la ville, le marquis de Yennes et Jean de Watteville. Ceux-ci renouvellent leurs ordres de capitulation et insistent sur le fait que la ville sera livrée au pillage si elle résiste. Le marquis de Yennes décrit également la situation du pays et explique qu'il n'y aura pas de renforts venant d'Espagne ou de Suisse et que la Comté est isolée. Le gouverneur de Gray ne s'exprime pas sur le moment, mais son second, le comte de Grammont, s'oppose toujours fermement à une reddition. Le même jour, les Graylois partisans de la France convoquent la population dans les églises de la ville et la convainquent de déposer les armes. Le maire Claude-Emmanuel de Mangin, pro-espagnol et fermement décidé à résister, fait disperser sur-le-champ et énergiquement ces réunions. À l’hôtel de ville, le marquis de Lullin expose ensuite la situation au conseil et l'ordre de capitulation formel provenant du gouverneur de la Franche-Comté. Avec soulagement, les échevins et responsables de la cité votent la capitulation.
Le lendemain à 10 heures du matin, les portes de la ville de Gray s'ouvrent et le maire remet les clefs de la ville à Louis XIV avec cette adresse : « Sire, votre conquête aurait été plus glorieuse si elle vous eut été disputée ». Louis XIV assiste ensuite à un Te Deum à la basilique de Gray.

## Conséquences
La capitulation de Gray sonne la fin de la première conquête de la Franche-Comté, effectuée en seulement 15 jours. Il fut reconnu plus tard que le gouverneur de Gray avait sciemment ménagé les Français durant le siège et, en cas de refus de la reddition par le conseil de ville, devait livrer la ville aux Français en faisant ouvrir les portes pendant la nuit.
Mais, lors du traité d'Aix-la-Chapelle, l'article 5 impose à la France la restitution de la Franche-Comté au roi d'Espagne.
Six mois plus tard, le Roi-soleil ordonne la destruction des remparts de Gray, mais elle ne sera effectuée que partiellement. Ils seront d'ailleurs, en grande partie reconstruits durant les six années suivantes.

## Culture
Le siège de Gray de 1668 a donné naissance à plusieurs poèmes et satires dont :
- Le coq de la paroisse de Gray de 1668, publié par Jules Gauthier en 1876[10].